# Tienen

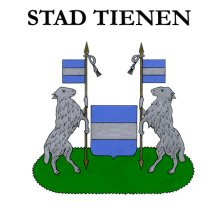
Tienens vapen

Tienens läge inom provinsen Vlaams-Brabant

Tienen (nederländskt uttal: [ˈtinə(n)], på franska: Tirlemont) är en kommun i provinsen Vlaams-Brabant i regionen Flandern i Belgien. Tienen hade 32 207 invånare per 1 januari 2008.